# Itame subfalcata
Itame subfalcata là một loài bướm đêm trong họ Geometridae.